# Fefe (Lied)
Fefe (Eigenschreibweise: FEFE) ist ein Lied des US-amerikanischen Rappers 6ix9ine aus dem Jahre 2018, welches er zusammen mit der aus Trinidad und Tobago stammenden Sängerin und Rapperin Nicki Minaj und dem kanadischen Musikproduzenten Murda Beatz aufnahm.

## Entstehung und Veröffentlichung
Geschrieben wurde das Lied gemeinsam von den drei Interpreten, zusammen mit den Koautoren Andrew Green und dem Produzentenduo Cubeatz (bestehend aus Kevin und Tim Gomringer). Letztere zeichneten zudem mit Murda Beatz (Shane Lindstrom) auch für die Produktion verantwortlich.
Die Erstveröffentlichung von Fefe erfolgte als Single am 20. Juli 2018 bei Scumgang Records. Diese erschien als digitaler Einzeltrack zum Download und Streaming (Katalognummer: 00842812108921). Am 27. November 2018 erschien das Lied als Teil von 6ix9ines ersten Studioalbum Dummy Boy (Katalognummer: 735119132211), dessen zweite Singleauskopplung es ist. Minaj fügte das Lied auf ausgewählten Streamingplattformen nachträglich zur Titelliste ihres vierten Studioalbums Queen hinzu.

## Inhalt und Stil
Stilistisch lässt sich Fefe dem Trap zuordnen. Sphärische Synthesizer unterlegen einen Beat aus 808-Bass Drums, Hi-Hats, Claps und Snares. Das Lied ist in vier Strophen und eine Bridge unterteilt, die jeweils vom Refrain unterbrochen werden. 6ix9ine übernimmt die erste und zweite Strophe, die Bridge sowie den Großteil der Hooks, wobei er seine Parts ansatzweise gesungen vorträgt. Seine Stimme ist dabei mit einem Phaser verfremdet. Nicki Minaj rappt den dritten und vierten Vers und singt die Hälfte des vierten sowie den kompletten letzten Refrain. Beide Musiker übernehmen Adlibs in den Parts des jeweils anderen. Inhaltlich dreht sich das Lied vor allem um das Sexualleben der Interpreten, allerdings gibt es in der zweiten Strophe auch ausgedehnte Erwähnungen der Gewaltbereitschaft von 6ix9ine, welcher darin Schusswaffengebrauch thematisiert.

## Musikvideo
Das Musikvideo zu Fefe entstand unter der Regie von 6ix9ine, William Asher und Trife Drew. Dieses fällt insbesondere durch seine bunte Farbgebung sowie seine Künstlichkeit auf. Er zeigt 6ix9ine, Nicki Minaj und Murda Beatz in einem Gebäude, dessen Einrichtung aus diversen, übergroßen Süßigkeiten und Pilzen besteht. Die Musiker spielen unter anderem ein Klatschspiel auf einem Eiswagen, sitzen gemeinsam in einem mit Luftballons gefüllten Kugelbad, essen Speiseeis oder hantieren mit Wasserpistolen, wobei die Interaktionen der beiden Rapper oftmals mit sexuellen Anspielungen gespickt sind. 6ix9ine trägt zudem in mehreren Einstellungen einen kleinen Hund im Arm. Es treten auch noch einige leicht bekleidete Frauen, welche zusammen mit 6ix9ine anzügliche Gesten vollführen, in Erscheinung.

## Rezensionen
Fefe erhielt gemischte Kritiken. Man war überrascht, dass 6ix9ine auf seinen zum Markenzeichen gewordenen, lauten und aggressiven Rap zugunsten einer ruhigen und mitunter melodischen Darbietung verzichtete. Insbesondere der Refrain wurde als eingängig beschrieben, und auch die gute Produktion wurde hervorgehoben. Im Gegenzug wurde jedoch bemerkt, dass weder der Hauptkünstler noch Nicki Minaj etwas Neues oder Aufregendes zu sagen hätten und bei altbekannten Phrasen bleiben würden. Einigung bestand darin, dass der Titel das Rad nicht neu erfinde und sich bereits vorhandener Vorbilder bediene, die Wahrnehmung seiner Qualität schwankte allerdings stark und reichte von "erfrischend und originell" bis "die Persönlichkeit einer nassen Bettdecke [habend]". Weitere Kritik betraf nicht das Lied an sich, sondern die Entscheidung von Minaj, mit 6ix9ine zu kollaborieren, der durch mehrere Konflikte mit dem Gesetz auffiel, darunter seine Anwesenheit bei sexuellen Aufnahmen einer 13-Jährigen. Im Zusammenhang mit letzterem Fall wurde auch das Musikvideo kritisiert, welches durch seine kindliche Bildästhetik unangenehme Assoziationen hervorrufe.

## Kommerzieller Erfolg

### Chartplatzierungen
Fefe avancierte zum Top-10-Erfolg in Neuseeland und den Vereinigten Staaten (je Rang 3), Finnland (Rang 5), Schweden (Rang 6), Australien (Rang 8) oder auch der Schweiz (Rang 10).
| ChartsChartplatzierungen       | Höchstplatzierung | Wochen |
| ------------------------------ | ----------------- | ------ |
| Deutschland (GfK)              | 16 (13 Wo.)       | 13     |
| Österreich (Ö3)                | 14 (13 Wo.)       | 13     |
| Schweiz (IFPI)                 | 10 (13 Wo.)       | 13     |
| Vereinigte Staaten (Billboard) | 3 (20 Wo.)        | 20     |
| Vereinigtes Königreich (OCC)   | 17 (11 Wo.)       | 11     |

| ChartsJahrescharts (2018)      | Platzierung |
| ------------------------------ | ----------- |
| Vereinigte Staaten (Billboard) | 31          |

### Auszeichnungen für Musikverkäufe
Die Single verkaufte sich laut Schallplattenauszeichnungen weltweit über 9,1 Millionen Mal, davon über acht Millionen Mal in den Vereinigten Staaten.
| Land/Region                  | Auszeichnungen für Musikverkäufe (Land/Region, Auszeichnung, Verkäufe) | Verkäufe  |
| ---------------------------- | ---------------------------------------------------------------------- | --------- |
| Brasilien (PMB)              | Platin                                                                 | 40.000    |
| Dänemark (IFPI)              | Gold                                                                   | 45.000    |
| Frankreich (SNEP)            | Platin                                                                 | 200.000   |
| Italien (FIMI)               | Gold                                                                   | 25.000    |
| Kanada (MC)                  | Platin                                                                 | 80.000    |
| Mexiko (AMPROFON)            | 3× Gold                                                                | 90.000    |
| Neuseeland (RMNZ)            | 2× Platin                                                              | 60.000    |
| Niederlande (NVPI)           | Platin                                                                 | 80.000    |
| Norwegen (IFPI)              | Gold                                                                   | 30.000    |
| Schweden (IFPI)              | Platin                                                                 | 80.000    |
| Spanien (Promusicae)         | Gold                                                                   | 30.000    |
| Vereinigte Staaten (RIAA)    | 8× Platin                                                              | 8.000.000 |
| Vereinigtes Königreich (BPI) | Gold                                                                   | 400.000   |
| Insgesamt                    | 6× Gold · 16× Platin ·                                                 | 9.160.000 |

Hauptartikel: Nicki Minaj/Auszeichnungen für Musikverkäufe